# Opatovický klášter
Opatovický klášter, či klášter Opatovice nad Labem (německy Kloster Opatowitz, latinsky Cella Opathovicensis), je bývalý benediktinský klášter v Opatovicích nad Labem. V roce 1421 byl vypálen husity a zcela zanikl.

## Dějiny

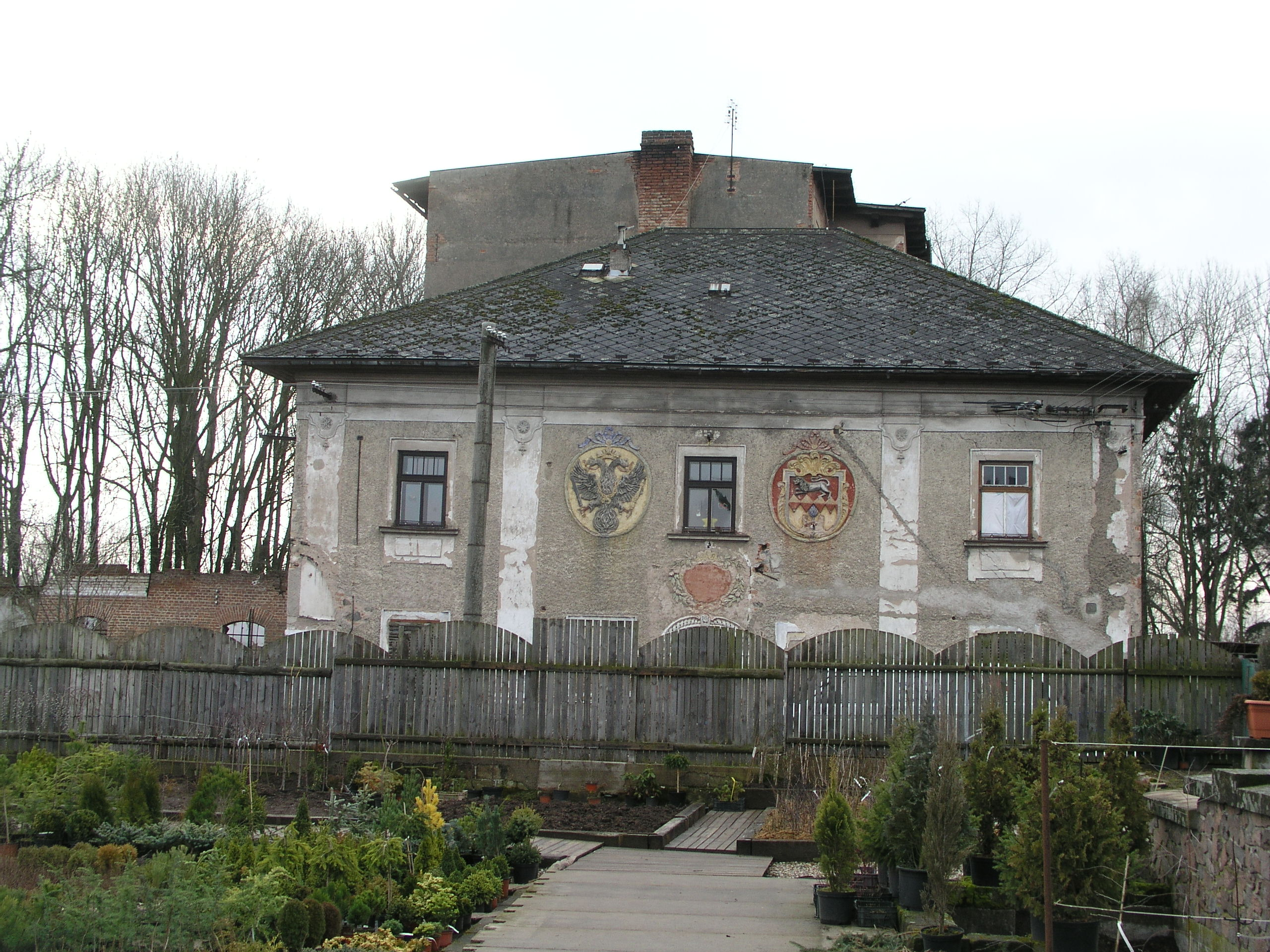
Morávkův mlýn na místě kláštera v Opatovicích nad Labem

Opatovický klášter byl založen mezi lety 1086–1088 jako dceřiný klášter Břevnovského kláštera na místě starší celly šlechticem Mikulcem. Podle tzv. zakládací listiny, která je falsem ze 12. století, jej měl v roce 1086 král Vratislav II. povýšit na opatství sv. Vavřince. Klášter zpočátku držel obce Opatovice, Osice, Vysoká a Přelouč a roku 1129 přibyly ještě Stolany, Lohenice, Březhrad, Dolany a Stěžery.
První klášter i kostel byly patrně jen dřevěné. Prvním známým představeným kláštera byl v letech 1148–1163 opat Mysloch. Ten byl vysvěcen na kněze pražským biskupem Danielem I. V polovině 12. století se pak měl pohybovat v Cluny. Po svém návratu zřídil první kamennou budovu kláštera a kostel. Roku 1227 zde byl pohřben Vladislav, markrabí moravský, syn Přemysla Otakara I. 
V Opatovickém klášteře vznikly i významné písemné památky. Po usazení premonstrátů v klášteře Hradisko u Olomouce se sem uchýlili vyhnaní benediktini a pokračovali zde ve svých análech, nazvaných proto letopisy hradišťsko-opatovické. V době Karla IV. zdejší opat Jan Neplach  sepsal svou kroniku.
Klášter patřil k dobře prosperujícím institucím - dle pověstí, které zpracoval Václav Hájek z Libočan, Alois Jirásek i další, byl v klášteře uložen poklad. Není známo, zda právě touha po pokladu byla důvodem přepadení kláštera Janem Městeckým z Opočna a Otou z Bergova v roce 1415. Možné je i to, že se tímto způsobem chtěl Městecký domoci dlužné částky, kterou na opatovickém zboží zapsal v roce 1401 král Václav IV. jeho strýci Jaroslavovi z Opočna. K přepadení došlo 1. listopadu 1415. Klášter byl vyloupen a opat Petr Lazur byl umučen (resp. později podlehl následkům mučení). Mniši, kteří z kláštera uprchli, zvolili pak nového opata v Hradci Králové, ale již v následujícím roce se do kláštera vrátili. Král, jehož loupežné přepadení nejprve rozhořčilo, útočníkům odpustil.
V dalších letech získali od krále zápisy na klášterním zboží Půta z Častolovic a Aleš Holický ze Šternberka. Když vypukly husitské války, opat najal posádku na obranu kláštera. Koncem roku 1420 na klášter zaútočili husité z Hradce v čele s Alešem Vřešťovským z Rýzmburka, ale posádka vedená Alešem ze Šternberka klášter ubránila. Neuspěl ani druhý pokus v březnu roku 1421 - husité vedení hejtmanem Lukášem utrpěli porážku v bitvě u Podůlšan. Před dalším útokem spojených husitských vojsk v dubnu téhož roku však již osazenstvo kláštera uprchlo. Husité vedení Divišem Bořkem z Miletínka pak klášter vypálili. 

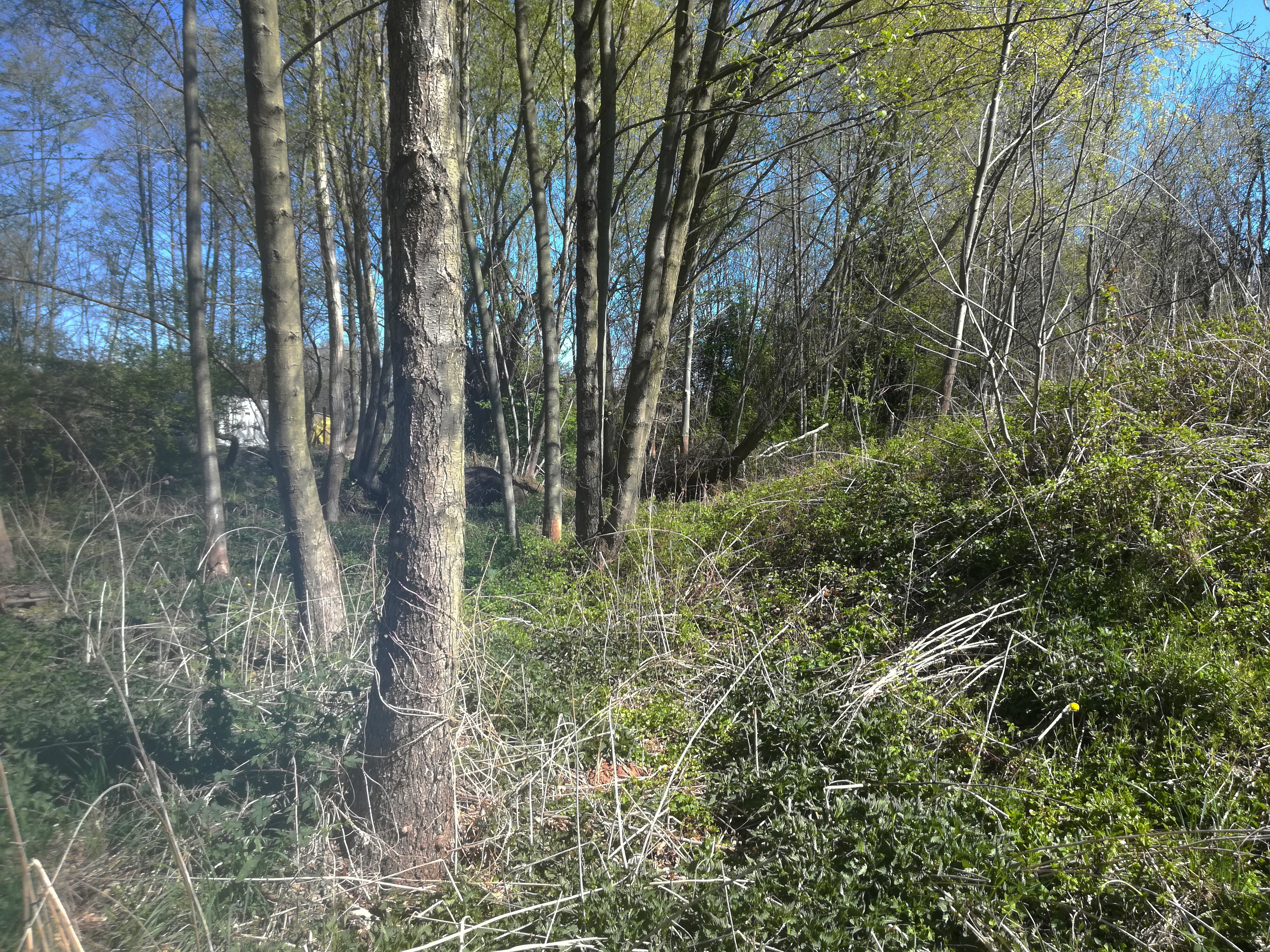
Terénní zbytky Opatovického kláštera (archeologická lokalita)

Mniši z Opatovického kláštera odešli do Slezska. Titul opatovického opata pak byl ještě v letech 1436–1535 spojen s hodností probošta ve Středě.
Na místě bývalého kláštera vznikl mlýn zvaný Morávkův (jeho dnešní podoba je z roku 1804). Při průzkumných pracích v roce 1925 byly nalezeny zbytky základů kláštera a hřbitov mnichů.

## Seznam jménem doložených opatů
- Oneš († 1107)
- Sulislav († 1127)
- Blažej († 1146)
- Myslibor (Myslok, Mysloch) (1148-, po † 1163)
- Cunradus (Konrád) (1227- )
- Bohumil (Deocarus)
- Ar[noldus]?, Ar[nošt]? (mezi 1301-1344)
- Hroznata z Lipoltic (rezignoval 1347)
- Jan Neplach (1348-1371 †); funkce bratří: Martin I. převor, Martin II. ekonom, Jan komorník, Předbor probošt, Mikuláš podpřevor, Tomáš kustod, Jan správce dvora, Václav Kantor, Mathias sklepník, Neplach špitálník, Vilhelm nemocničník, Petr nestiarius, Martin probošt vrchlabský
- Jan z Orle (1371-1389̟)
- Petr Lazur (1389-1415 † umučen)
- Jan (1415-, od 1420 v exilu ve Slezské Středě, † po 1431 na hradě Těšíně)
- funkcí opata pověřeni probošti:
  - Jan (1441-)
  - Jiří (1453-)
  - Jakub Rottman (1485-)
  - Vavřinec (1516-
  - Řehoř Schwarz
  - Řehoř Rydkéř / Rüdiger (1527, † 1535) poslední

## Pověst o pokladu
Podle pověsti  poprvé publikované roku 1541 v kronice Václava Hájka z Libočan, a pro Staré pověsti české epicky rozšířené Aloisem Jiráskem, měl  být v opatovickém klášteře uložen jeden z největších klášterních pokladů v Čechách, obsahující šperky, zlato, drahokamy a církevní předměty. Přijel se prý na něj podívat i císař Karel IV. Opat se ho otázal, zda chce poklad jen vidět, nebo zda chce k němu znát cestu. Když ho císař ujistil, že mu stačí poklad vidět, byl mu nasazen na hlavu pytel a byl odveden spletí chodeb do podzemí. Tam mu mniši ukázali hromady cenností, umístěné ve třech prostorných jeskyních. Císař dostal darem zlatý prsten s diamantem. Před smrtí pak prý projevil přání, aby byl s tímto prstenem pohřben.